# اداره اطلاعات جنگ ایالات متحده

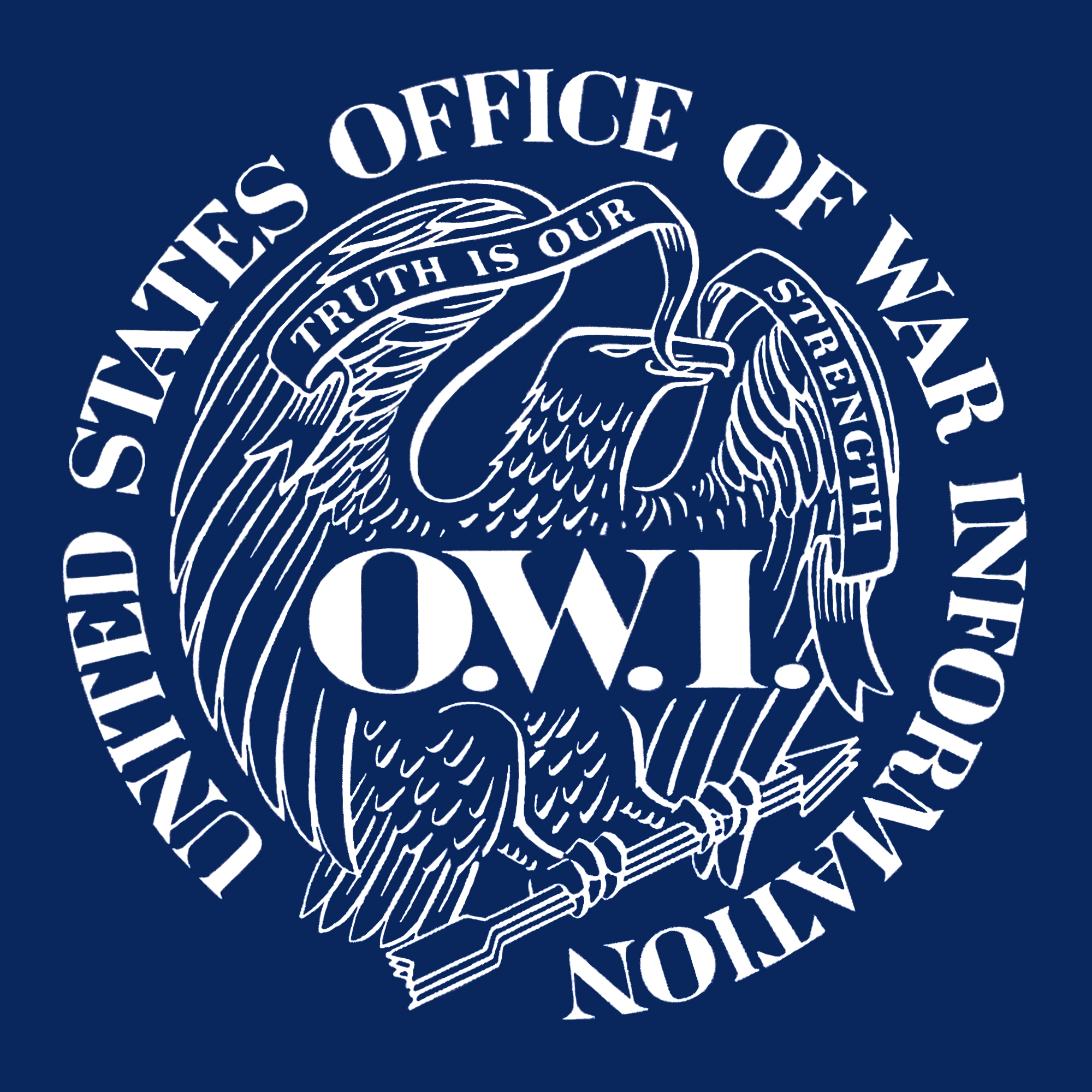
OWI logo.

ادارهٔ اطلاعات جنگی ایالات متحده آمریکا (به انگلیسی: United States Office of War Information)، به صورت مخفف OWI، نام نهادی در دولت فدرال ایالات متحده آمریکا است که در واقع آژانسی است که در زمان جنگ جهانی دوم به منظور تحکیم و ثبت اطلاعات خدماتی و ارائه تبلیغات دولتی در داخل و خارج از مرزهای ایالات متحده، بنا نهاده شد. OWI عملاً از ژوئن سال ۱۹۴۲ تا سپتامبر ۱۹۴۵ میلادی فعالیت می‌کرد. این آژانس از طریق برنامه‌های رادیویی، روزنامه‌ها، پوسترها، عکس‌ها، فیلم‌ها و سایر اشکال رسانه‌ای در میان غیرنظامیان به تبلیغات در راستای اهداف جنگی کشور می‌پرداخت. این دفتر همچنین چندین شعبه در خارج از کشور تأسیس کرده بود تا در مقیاس بزرگی اطلاعات و تبلیغات انتخاباتی خارج از کشور را نشر و ترویج کنند.

## بایگانی
- "Records of the Office of War Information (OWI) in the National Archives".